# SQLite
SQLite ist eine gemeinfreie Programmbibliothek, die ein relationales Datenbanksystem enthält. SQLite wird in Mobiltelefonen (Android, iOS, Symbian OS, Windows Phone), in Browsern (Firefox, Safari, Chrome), Skype und vielen anderen Anwendungen eingesetzt. Es ist das verbreitetste und meistverwendete Datenbanksystem der Welt. SQLite unterstützt einen Großteil der im SQL-92-Standard festgelegten SQL-Sprachbefehle. Unter anderem implementiert SQLite Transaktionen, Unterabfragen (Subselects), Sichten (Views), Trigger und benutzerdefinierte Funktionen.

## Funktionen
Die SQLite-Bibliothek lässt sich direkt in entsprechende Anwendungen integrieren, sodass keine weitere Server-Software benötigt wird. Dies ist der entscheidende Unterschied zu anderen Datenbanksystemen. Durch das Einbinden der Bibliothek wird die Anwendung um Datenbankfunktionen erweitert, ohne auf externe Softwarepakete angewiesen zu sein.
Das System ist vor allem für den Einsatz in eingebetteten Datenbanksystemen entworfen, daher fehlen Funktionen wie die Möglichkeit, Objektberechtigungen zu verwalten (GRANT, REVOKE). Für viele Programmiersprachen existieren passende Datenbankschnittstellen. Auch ein in der Konsole und in Shell-Skripten verwendbares, einfaches Frontend ist vorhanden.
SQLite hat einige Besonderheiten gegenüber anderen Datenbanken: Die Bibliothek ist nur wenige hundert Kilobyte groß. Eine SQLite-Datenbank besteht aus einer einzigen Datei, die alle Tabellen, Indizes, Views, Trigger usw. enthält. Dies vereinfacht den Austausch zwischen verschiedenen Systemen, sogar zwischen Systemen mit unterschiedlichen Byte-Reihenfolgen. Jede Spalte kann Daten beliebiger Typen enthalten, erst zur Laufzeit wird nötigenfalls konvertiert.
Die gesamte Datenbank befindet sich in einer einzigen Datei, kann aber auch nicht-persistent im Hauptspeicher angelegt werden. Eine Client-Server-Architektur ist nicht vorhanden.
Einige in anderen Datenbanksystemen vorhandene Funktionen fehlen: Schreiboperationen unterschiedlicher Prozesse in derselben Datenbankdatei können nur nacheinander ausgeführt werden. Ab Version 3.2 gibt es den Befehl ALTER TABLE, allerdings mit eingeschränktem Funktionsumfang. Es lassen sich derzeit lediglich Tabellen umbenennen und Spalten zu den Tabellen hinzufügen. Es gibt keine Verwaltung von Benutzer- und Zugriffsberechtigungen auf Datenbank-Ebene, stattdessen gelten für die Datenbank-Dateien die Zugriffsberechtigungen des Dateisystems.

## Schnittstellen
SQLite wurde von dem US-Amerikaner Richard Hipp in der Programmiersprache C entwickelt und am 17. August 2000 als Ausgabe 1.0 veröffentlicht. Außerdem wird eine Bibliothek für die Benutzung unter Tcl angeboten. Für andere Programmiersprachen wie C++ und Java gibt es Wrapper externer Entwickler, Python und PHP enthalten SQLite sogar in der Standardausstattung. Ebenso stehen ODBC-, dbExpress und JDBC-Treiber zur Verfügung. SQLite erzwingt keine Typsicherheit: Fehlerhafte Eingaben werden in der Regel akzeptiert und in Zeichenketten umgewandelt.

## Verwendung und Verbreitung
Eingesetzt wird SQLite unter anderem in Betriebssystemen für Mobiltelefone, wie Symbian OS oder Android. Außerdem nutzt der Browser Mozilla Firefox ab Version 3 SQLite – beispielsweise für Lesezeichen und Cookies – nachdem man schon in Version 2 SQLite für programminterne Datenbanken benutzt hatte. Für diesen Browser existieren zudem einige Firefox-Erweiterungen, mit denen man die SQLite-Datenbanken der Anwendung, aber auch jede beliebige andere SQLite-Datenbank betrachten, bearbeiten und abfragen kann.
Auch Apples Browser Apple Safari verwendet intern SQLite, sowohl die Desktop- als auch die iPhone-Variante wie auch das E-Mail-Programm Apple Mail. Videos und Musikstücke des iPhones sind in einer SQLite-Datenbank gespeichert. Innerhalb von macOS wird SQLite auch zur Verwaltung von Cache-Daten, wie z. B. die der Software-Aktualisierung, eingesetzt. SQLite kommt auch in Adobe AIR und Lightroom als Datenbankanwendung zum Einsatz. Ab Version 1.5 von Adobe AIR können SQLite-Daten mittels der EncryptedLocalStore-Klasse auch verschlüsselt abgespeichert und gelesen werden. Die VoIP/Messenger-Software Skype ab Version 4 speichert Kontakte und alle anfallenden Nutzerdaten (Chatprotokolle usw.) in einer SQLite-Datenbank ab.
Auch Google nutzt für seinen Browser Chrome SQLite, um unter anderem Benutzerdaten lokal zu sichern. Durch die Integration in Mozilla Firefox, in den verbreiteten Mobiltelefonen (Android, iOS, Symbian OS, Windows Phone) sowie mit jeder PHP-Installation (die für sich schon hohe Nutzerzahlen haben) ist SQLite das verbreitetste und meistverwendete Datenbanksystem der Welt.

## Rechtliches
Während die Software gemeinfrei ist, wurde am 12. Februar 2007 die Registrierung der Marke SQLite beim United States Patent and Trademark Office beantragt. Diesem Antrag wurde am 24. Juni 2008 stattgegeben.

## Grafische Frontends
Mit dem DB Browser for SQLite (sqlitebrowser) steht ein grafisches Frontend für BSD, macOS, Linux und Windows zur Verfügung, das unter der GNU GPL steht. Das quelloffene SQLiteStudio steht ebenfalls unter der GNU GPL.